# Ingrid Mylo
Ingrid Mylo (* 1955 in Frankfurt am Main) ist eine deutsche Schriftstellerin.

## Leben und Wirken
Ingrid Mylo studierte Germanistik, Anglistik und Amerikanistik in Frankfurt.
In den Jahren 1974 bis 1976 arbeitete Ingrid Mylo als Regieassistentin am Frankfurter Theater am Turm (TAT); unter anderem für Rainer Werner Fassbinder. Von 1976 bis 1988 textete sie für verschiedene Sendeanstalten – insbesondere für den Hessischen Rundfunk – Kurzhörspiele und ein Funkfeature. Sie leistete als Rezensentin zahlreiche Fernsehbeiträge für das Literaturmagazin „Bücherjournal“ des Hessischen Rundfunks und arbeitete unter anderem beim deutsch-französischen Kulturkanal Arte in Straßburg mit. 2004 verfasste sie Drehbücher für  die Kurzfilme Wie werde ich Demokrat (Regie: Dieter Reifarth) und Die Geschichte des  verlorenen Handschuhs (Regie: Katrin Magnitz).
Ingrid Mylo publizierte ihre Gedichte und Kurzgeschichten vornehmlich in den 1980er Jahren in Deutschland, England und Italien. So unter anderem auch 1985 in der italienischen Literaturzeitschrift il bagordo, übersetzt von Dacia Maraini.
Ab 1984 veröffentlichte sie essayistische/literarische Texte und Filmkritiken in verschiedenen Zeitungen und Zeitschriften wie Neue Zürcher Zeitung, Frankfurter Pflasterstrand, Fabrikzeitung, Berliner Wochenpost, Frankfurter Allgemeine Zeitung und Badische Zeitung. Allmonatliche Kolumnen bzw. Essays veröffentlichte sie unter dem Titel „Kaffeblüten“ von 1988 bis 1999 in der Frankfurter Zeitschrift Strandgut sowie von 1988 bis 2000 unter dem Titel „Sidesteps“ in der Zeitschrift Ballett International/Tanz aktuell (Berlin). Von 1999 bis 2001 erschien Mylos Fortsetzungsroman Teerstern in Strandgut. Von 2004 bis 2011 war sie ständige Kolumnistin für das Internetmagazin glanzundelend.de.
Auf getidan.de (Autoren über Kunst und Leben) veröffentlicht Ingrid Mylo seit 2011. Hier erscheinen auch ihre Buchrezensionen fliegenköpfe - bücherbriefe an freunde.
Seit 1992 lebt und arbeitet Ingrid Mylo gemeinsam mit dem Schriftsteller Felix Hofmann in Kassel.

## Auszeichnungen
- 2017: Renate-Chotjewitz-Häfner-Förderpreis

## Buchveröffentlichungen
- Vorwort/Übersetzung – in Pier P. Pasolini: Lichter der Vorstädte. 1986, Wolke Verlag, Hofheim 1986. ISBN 3-923997-15-9
- Der magische Schal. Kinderbuch, Verlag bohem press, Zürich 1986. ISBN 3-85581-180-6
- Der Prinz und die Blume. Kinderbuch, Verlag bohem press, Zürich 1989. ISBN 3-85581-202-0
- Vorwort/Übersetzung – in Paolo Conte: Keiner liebt mich ... so wie ich mich liebe, Wolke Verlag, Hofheim 1989. ISBN 3-923997-35-3
- Die kleinen Leute und die Riesenerfindung. Kinderbuch, Nord-Süd-Verlag, Zürich 1992. ISBN 3-314-00573-3
- Dann werde ich zu ihr sagen in Wilde Weiber GmbH Hrsg. Pieke Biermann, S. Fischer Verlag, Frankfurt am Main 1993. ISBN 3-596-11586-8
- Kaffeeblüten. Prosa, Verlag Jenior & Pressler, Kassel 1994. ISBN 3-928172-35-2
- Übersetzung – Ian Gibson: Lorcas Granada, Verlag Jenior & Pressler. Kassel 1995. ISBN 3-928172-14X
- Fridolin und Jonathan. Kinderbuch, Verlag bohem press, Zürich 1997. ISBN 3-85581-283-7
- Prosastücke – in Peter Knapp: Images Réfléchies, Edition Ides & Calendes, Neuchâtel 1997
- APROPOS Katherine Mansfield. Essay, Verlag Neue Kritik, Frankfurt am Main 1998. ISBN 3-8015-0328-3
- Das Treppenhaus. Prosa, Das Arsenal, Berlin 2004, ISBN 3-93110929-1
- Männer in Wintermänteln. Prosa, Das Arsenal, Berlin 2009, ISBN 978-3-93110951-6
- Masken und Mandarinen. Fotos Frank Horvat. Prosa, Gedichte, Edition Off, Paris 2009
- Zerlesene Träume. Gedichte mit Druckgrafik, AQUINartepresse, Kassel 2009.
- Krähenspäne. 41 Gedichte, AQUINartepresse, Kassel 2011, ISBN 978-3-933332-66-0
- Das 100-Tagebuch. Documenta (13). Co-Autor Felix Hofmann. Verlag getidan, Berlin 2015. ISBN 978-3-9816715-0-6
- Kleine böse Absichten. Zeichnungen Peter Olpe. Kurzprosa, Verlag Johannes Petri, Basel 2015. ISBN 978-3-03784-070-2
- Zufälliges Blau. Prosa, Essays. Das Arsenal, Berlin 2018. ISBN 978-3-9311-0968-4
- Überall, wo wir Schatten warfen, Gedichte, edition AZUR im Verlag Voland & Quist GmbH, Berlin und Dresden 2021, ISBN 978-3-94237-546-7
- Alles, was ich schreibe – alles, was ich bin. Texte einer Unbeugsamen, Katherine Mansfield. S. Marix Verlag im Verlagshaus Römerweg 2022, ISBN 978-3-7374-1201-8
- Die Entfernung der Sterne. Gedichte, Prosa, Essays, AZUR im Verlag Voland & Quist GmbH, Berlin und Dresden 2023, ISBN 978-3-942375-62-7